# Gypona anfracta
Gypona anfracta är en insektsart som beskrevs av Delong och Rauno E. Linnavuori 1977. Gypona anfracta ingår i släktet Gypona och familjen dvärgstritar. Inga underarter finns listade i Catalogue of Life.